# Coutumes du Vorarlberg
 (septembre 2017).
Si vous disposez d'ouvrages ou d'articles de référence ou si vous connaissez des sites web de qualité traitant du thème abordé ici, merci de compléter l'article en donnant les références utiles à sa vérifiabilité et en les liant à la section « Notes et références ».
Les coutumes du Vorarlberg se distinguent dans une certaine mesure des coutumes du reste de l’Autriche, étant donné que la région appartient à la sphère culturelle alémanique. D’importantes coutumes sont néanmoins d’origine catholique, puisque 78 % de la population du Vorarlberg est de confession catholique.
On peut distinguer des coutumes qui se répètent d’année en année, et d’autres qui marquent un événement important de la vie.

## Coutumes annuelles
Les fêtes et coutumes sont présentées dans un ordre chronologique, du 1er janvier à la saint-Sylvestre. L’année agricole commence traditionnellement le 11 novembre, le jour de la saint-Martin. L’année religieuse commence avec l’Avent.

### Souhaiter la nouvelle année
’s Neujohr Ahwünscha est une très ancienne tradition du Vorarlberg rural. Le 1er janvier de chaque année, on souhaite aux voisins et parents une bonne nouvelle année. Cela signifie concrètement que les enfants en particulier souhaitent une bonne nouvelle année à ceux qui leur sont proches, invoquent la chance, le bonheur et la grâce. Ils font ce souhait en récitant une petite formule ou un poème. Les enfants reçoivent souvent un petit cadeau. Les adultes aussi se souhaitent la bonne année et la période du 1er au 6 janvier est souvent consacrée aux visites à la famille.

### Le carnaval
En Vorarlberg, la période du carnaval (Fastnacht ou Faschingszeit) commence comme presque partout le 6 janvier et dure jusqu’au mercredi des cendres. Une forme du carnaval souabe-alémanique existe au Vorarlberg, avec de grands cortèges de carnaval et de nombreux bals. Il a une grande importance et est copieusement fêté.
Le « vol du rôti », le jour du jeudi saint est typique du Vorarlberg. Cette tradition remonte au XIIIe siècle, quand il était permis aux fous de voler le rôti de la cuisine du cloître, avant le début du carnaval. De nos jours, le rôti est préparé par les membres des associations de carnaval et volé par l’un d’eux. Il arrive parfois que des farceurs mettent un ingrédient surprise dans le rôti ou en volent un autre.
On peut entendre des fanfares de guggenmusik, essentiellement des cuivres dont jouent des musiciens déguisés. Cette tradition vient de la Suisse voisine.

### Le feu de joie

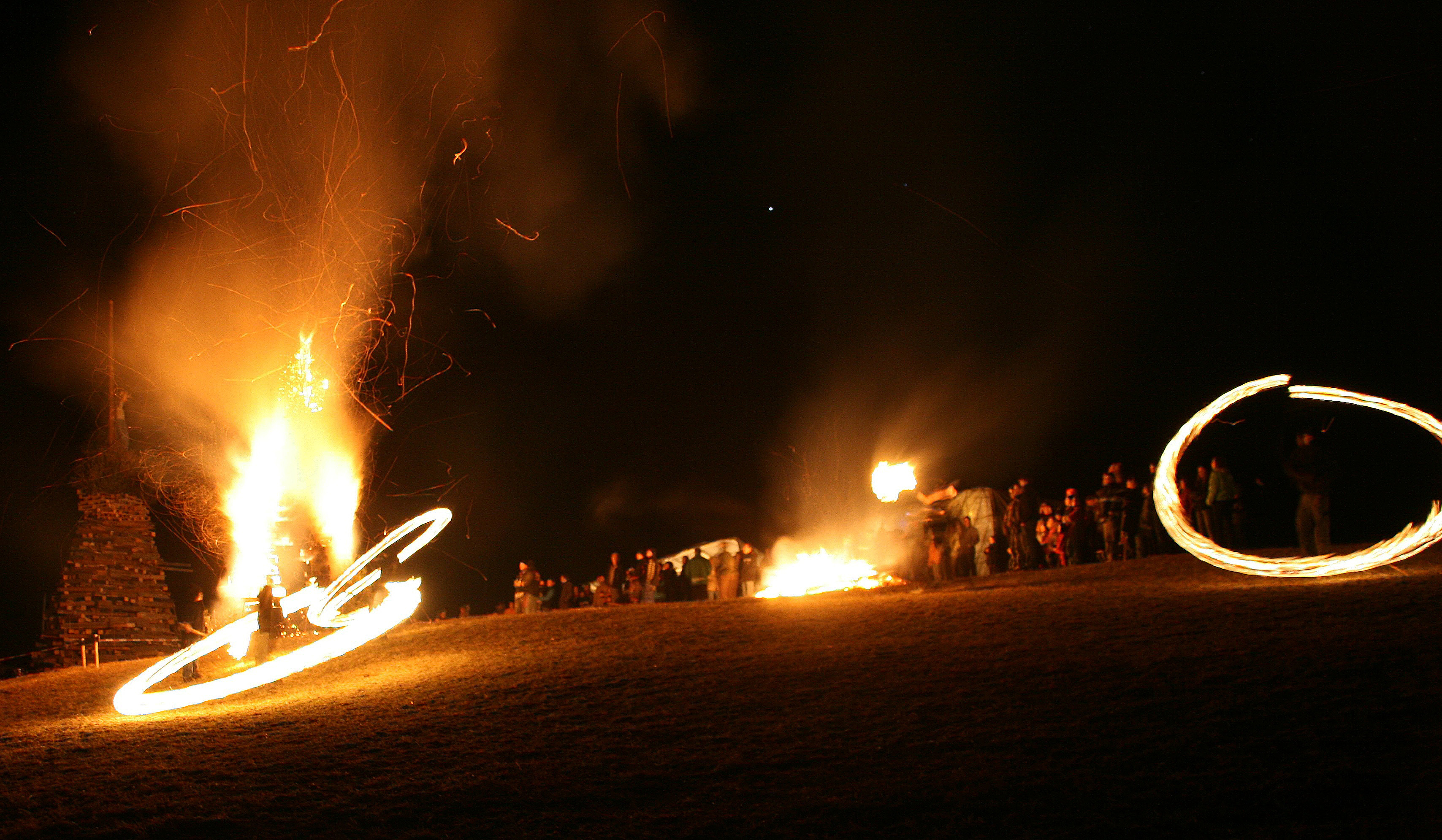
Funkenfeuer en Vorarlberg.

La tradition du feu de joie (Funkenfeuer) est très répandu en Vorarlberg.
Presque partout dans la région, pendant les nuits du samedi au 1er dimanche du Carême, ou du dimanche au lundi, de grands bûchers sont allumés. La croyance populaire veut qu’ils chassent l’hiver. Les comités d’organisation font souvent un deuxième feu plus petit qui est allumé plus tôt pour les enfants. Des feux d’artifice et des lancers de disques de bois enflammé (Scheibenschlagen) sont aussi proposés.
La tradition du Sonnwendfeuer s’est répandu ces dernières années, mais n’est pas encore très courant en Vorarlberg. Puisqu’il s’agit aussi d’un feu, les gens y voient un doublon avec le feu de joie Funkenfeuer. Pourtant leur histoire et signification sont très différentes. Alors que le feu de joie repose sur une coutume alémanique et est mêlé de superstition, le Sonnwendfeuer d’origine païenne a été adopté par l’Eglise catholique et transformé en feu de la Saint-Jean.

### Moa et Halloween
La coutume enfantine du Moa qui rappelle celle d’Halloween est une particularité régionale du Vorarlberg. De début septembre à fin octobre, les enfants vont de maison en maison avec un visage sculpté dans une citrouille, appelé Moa, en référence à la lune (Mond), pour chanter une chanson ou réciter un poème et recevoir des friandises. A la différence d’Halloween, ils ne menacent pas de représailles si on ne leur donne rien et ils ne se déguisent pas !

### Saint Nicolas
Le 6 décembre a lieu la fête de la Saint-Nicolas. Des membres de la paroisse se déguisent en Nicolas et son acolyte le Père Fouettard, appelé Knecht Ruprecht ou aussi Krampus. Ils se rendent dans les maisons et font la liste aux enfants de ce qu’ils ont fait de bien ou de mal au cours de l’année passée. Les enfants leur chantent souvent des chansons ou récitent des poèmes, avant de se voir offrir un sac de Saint-Nicolas, souvent remplis de friandises.

### L’Avent et Noël
Noël est une fête catholique typique qui se fête comme dans les autres régions. Pendant l‘Avent, on confectionne une couronne de branches de sapin sur laquelle une bougie est allumée chaque dimanche avant Noël. Le 24 décembre, on s’offre mutuellement des cadeaux. Un arbre de Noël est décoré. Pour le choix des plats de Noël, on préfère en Vorarlberg des plats avec du fromage plutôt que de la viande ou du poisson. Le soir du 24 décembre, une messe est célébrée. Les 25 ou 26 décembre, on reçoit la famille.

## Coutumes de vie

### Baptême
Le plus souvent, les enfants sont baptisés lors de leur 1er ou 2e mois de vie dans leur paroisse de naissance. Des parents ou des amis proches sont choisis comme parrain ou marraine.

### Première communion et confirmation
La date de la première communion et de la confirmation est différente d’une paroisse à l’autre. C’est dans la plupart des cas à 8 ans le premier dimanche après Pâques et 12 ans à la Pentecôte. 
- (allemand) Cet article est partiellement ou en totalité issu de l’article de Wikipédia en allemand intitulé « Vorarlberger Brauchtum » (voir la liste des auteurs).